# Wspólnota administracyjna Schirnding
Wspólnota administracyjna Schirnding – wspólnota administracyjna (niem. Verwaltungsgemeinschaft) w Niemczech, w kraju związkowym Bawaria, w rejencji Górna Frankonia, w regionie Oberfranken-Ost, w powiecie Wunsiedel im Fichtelgebirge. Siedziba wspólnoty znajduje się w miejscowości Schirnding. Powstała 1 maja 1978.
Wspólnota administracyjna zrzesza gminę miejską (Stadt) oraz gminę targową (Markt):
- Hohenberg an der Eger, miasto, 1 464 mieszkańców, 15,74 km²
- Schirnding, gmina targowa, 1 274 mieszkańców, 16,53 km²